# St. Luzia (Unterinn)

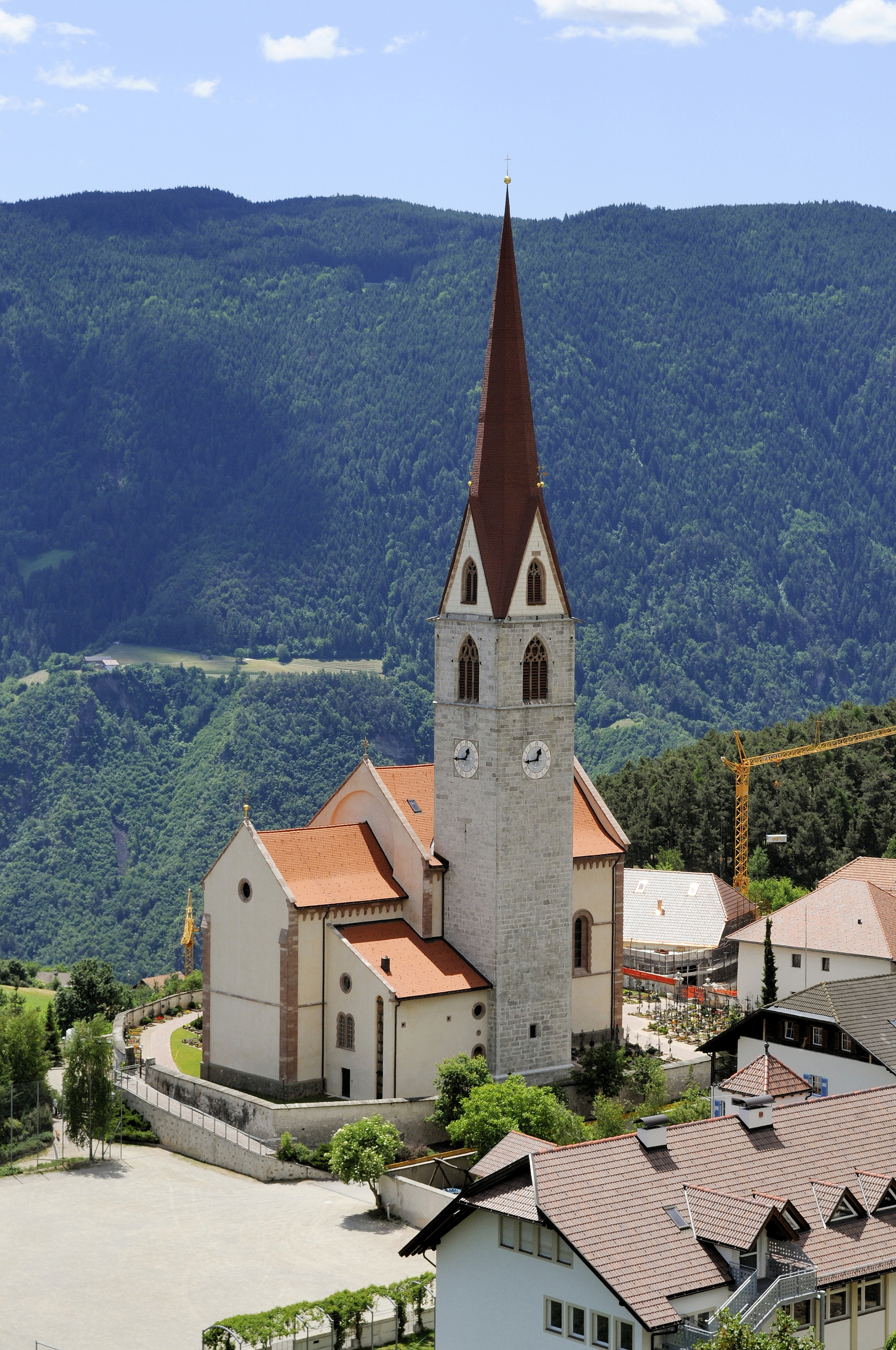
St. Luzia in Unterinn

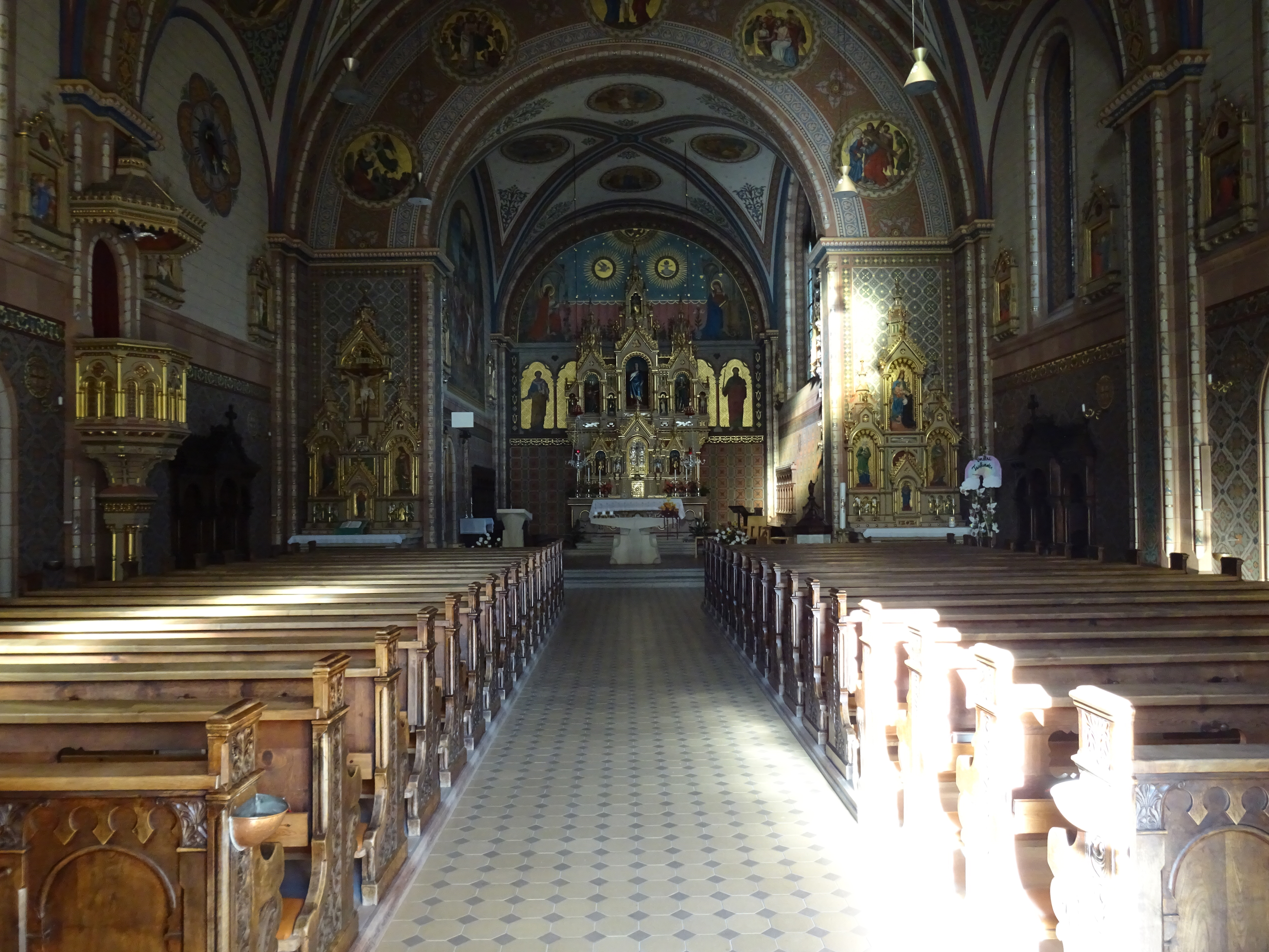
Innenraum

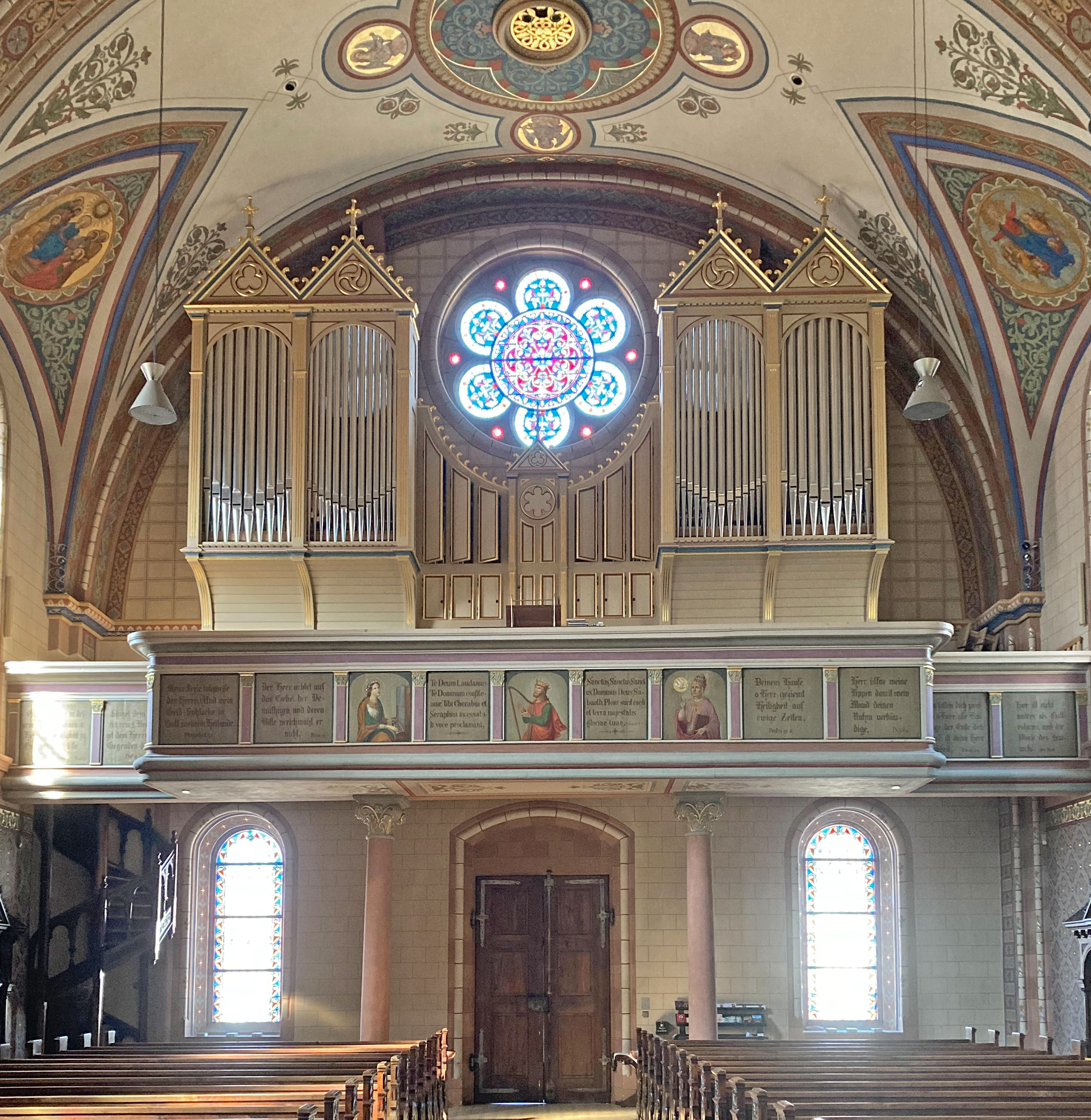
Empore mit Orgel

Die römisch-katholische Pfarrkirche St. Luzia, auch St. Lucia, in Unterinn, einer Fraktion der Gemeinde Ritten in Südtirol, ist ein geschütztes Baudenkmal. Kirchenpatronin ist Lucia von Syrakus.

## Geschichte
Das Hochplateau des Ritten war schon in vorchristlicher Zeit besiedelt. Bei der Kirche handelt es sich um die wahrscheinlich älteste der Gegend. Das romanische Langhaus und Turmunterbau werden auf den Anfang des 13. Jahrhunderts datiert, der Zeit, als die Kirche dem Deutschen Orden einverleibt wurde. Erstmals beurkundet ist die Kirche in einer Schenkungsurkunde vom 9. Januar 1211, als der Bischof von Trient Friedrich von Wangen dem Pfarrer Pelegrin Einkünfte des Hospitals in Lengmoos zusprach. Um keine Streitigkeiten um die Pfarrgrenze aufkommen zu lassen, verlieh am 8. Oktober 1237 der Deutschordenskomtur in Bozen Friedrich Spitalmeister dem Pfarrer in Gries Ulrich von Keller ein Mandat. 1273 weihte man einen der Heiligen Luzia gewidmeten Choraltar, möglicherweise nach einem dortigen Um- oder Neubau. Der Dechant Georg de Fatis von Terlago bestätigte am 10. August 1495 das von Bischof Ulrich III. von Trient an die Gemeinde Unterinn verliehene Patronatsrecht über die Kapelle St. Luzia. Ludwig Kohl stiftete 1498 ein Frühmess-Benefizium. Das Patronatsrecht gehörte später dem Deutschen Orden allein. 1502 kam ein neuer, spätgotischer Chor hinzu, in Folge der Generalvikar von Trient einen Marien- und einen Sebastianaltar weihte.
Von 1724 bis 1728 erfolgte eine Umgestaltung der Kirche im Barockstil. Unter Amtszeit des Pfarrers Franz Gruber wurde das Gotteshaus in den 1880er Jahren im neuromanischen Stil nach Plänen das Architekten Madein umgebaut. In Folge erhielt die Kirche neue Altäre, eine Kanzel und Orgel. Die Neuweihe fand am 16. Oktober 1887 statt. Pfarrkirche, Friedhofskapelle und Friedhof stehen seit dem 11. Januar 1983 unter Denkmalschutz.

## Beschreibung
Die Kirche ist einschiffig mit geradem Presbyterium, an dem seitlich eine Sakristei anschließt. Der quadratische Turm am Langhaus ist mit einem Spitzhelm versehen. Die Ausstattung ist größtenteils im Stil des Historismus aus dem Ende des 19. Jahrhunderts gehalten. Die Kirche umgibt ein Friedhof mit einer Begräbniskapelle. 

## Pfarrbezirk
Der Südtiroler Chronist Marx Sittich von Wolkenstein erwähnt in seiner Tiroler Landesbeschreibung die Pfarre Unterinn im Gericht Stein auf dem Ritten mit folgenden acht Malgrein: Unterinn mit der Pfarrkirche St. Luzia, Eschenbach mit der Kirche St. Sebastian, Unterplatten, Oberbozen mit der Kirche St. Georg, Wolfsgruben, Gasters, Signat mit der Kirche St. Martin sowie Gißmann mit der Kapelle Maria Heimsuchung.